# 吉姆·弗里切
詹姆斯·A·弗里切（英語：James A. Fritsche，1931年12月10日—），美国NBA联盟前职业篮球运动员。他在1953年的NBA选秀中第1轮第7顺位被明尼阿波利斯湖人选中。